# Leonz Gugger
Leonz Viktor Gugger (* 13. Januar 1791 in Solothurn; † 26. Juli 1864 ebenda) war ein Schweizer Politiker.

## Leben

### Familie
Leonz Gugger entstammte dem alten Burgergeschlecht Gugger und war der Sohn des helvetischen Senators Jakob Josef Gugger (* 27. April 1753 in Solothurn; † 19. April 1836 ebenda) und dessen Ehefrau Maria Anna Josefa (* 13. August 1756 in Dornach; † 1. Januar 1840 in Solothurn), die Tochter von Urs Friedrich Fridolin Schwaller (1703–1757), Schultheiss in Olten und Landschreiber in Dornach; er hatte noch vier Geschwister.
Seit dem 29. Juni 1833 war er mit Martha Magdalena (* 29. Juli 1792 in Solothurn), die Tochter von Ludwig Josef Anton Sury (1754–1796), Vogt in Mendrisio und Vogt in Dorneck, verheiratet.
1836 erwarb er ein Haus in der Gurzelngasse 38 in Solothurn.

### Werdegang
Leonz Gugger besuchte das Gymnasium (siehe Kantonsschule Solothurn) in Solothurn und studierte anschliessend Rechtswissenschaften an deutschen und französischen Rechtsschulen. Nach Beendigung seiner Studien war er als Solothurner Stadtrat Förderer des Schulwesens. Unter anderem amtete er von 1815 bis 1831 als Präsident der städtischen Erziehungskommission. Während dieser Zeit wurde er 1817 Grossrat.
Von 1823 war er Mitglied des Kleinen Rats und von 1831 bis 1841, als Mitglied des Grossen Rats, auch Regierungsrat und Mitglied des kantonalen Erziehungsrats sowie in der Finanzkommission.
Am 8. Juli 1828 nahm er an den Verhandlungen teil, bei denen es um die Neuerrichtung des Bistums Basel mit Bischofssitz in Solothurn ging.
Von 1827 bis 1828 nahm er als Gesandter an den Tagsatzungen teil.
Er war am Konkordat über eine gemeinsame schweizerische Mass- und Gewichtsordnung vom 17. August 1835 beteiligt, durch das in der Schweiz das metrische System als Referenz- (nicht Mass-)system eingeführt wurde.
1836 handelte er den Postvertrag zwischen den Kantonen Solothurn und Aargau mit aus.

### Politisches Wirken
Leonz Gugger war ein politisch aufgeklärter Patrizierabkömmling der konservativ-kirchlichen Richtung und vertrat als Konservativer die ländliche Bevölkerung des Kantons.
In seinem Amt als Regierungsrat war er, unter anderem mit Ludwig von Roll, Delegierter bei dem Gemeindeausschuss des Kantons in Balsthal am 10. Januar 1831, die eine Erklärung zur neuen demokratischen Kantonsverfassung von 1831 verfassten (siehe Geschichte des Kantons Solothurn#Verfassungskämpfe).
Weil die liberale Solothurner Verfassung von 1831, die repräsentativ-demokratischen Prinzipien folgte, aber deren Volksrechte noch schwach ausgebaut waren, eine Revision nach zehn Jahren zuliess, wurde für 1841 eine solche Revision erwartet. Die konservativ-ultramontane Opposition forderte eine Autonomie der Gemeinden und direkte Wahlen, dies wurde jedoch von den Liberalen abgelehnt.
1840 traten in Bad Attisholz die Führer der konservativen Fraktion, sieben Grossräte, darunter Leonz Gugger, Theodor Scherer und die Führer der Schwarzbuben, Johann Dietler (1803–1889) und Josef Alter (1785–1847) zusammen, um eine sogenannte Volkspetition zu entwerfen. Diese Petition, die am 21. Oktober 1840 in der Schildwache am Jura erschien, stellte folgende Forderungen auf:
1. Direkte freie Wahlen in den Grossen Rat.
2. Einteilung des Kantons in 20 gleich bevölkerte Wahlkreise. Jeder dieser Wahlkreise soll vier Grossräte erwählen.
3. Alle vom Staate besoldeten Beamten sind zu Mitgliedern des Grossen Rates nicht wählbar. Die Kleinen Räte haben an den Beratungen des Grossen Rates teil zunehmen, jedoch ohne Stimmrecht. Ebenso können vom Grossen Rat die Appellationsrichter zur Beratung gerichtlicher Angelegenheiten, aber ohne Stimme, beigezogen werden.
4. Die Beamtungen und Besoldungen sollen im Durchschnitt vermindert werden. Verminderung der Zahl des Kleinen Rates von 17 auf 9 und der Appellationsrichter von 13 ebenfalls auf 9.
5. Jeder der 20 Wahlkreise hat für seine Oberämter einen Kandidaten für die Oberamtmannsstelle, einen für diejenige des Amtsschreibers, sowie für die Amtsrichterstellen und ihre Suppleanten dem Grossen Rate vorzuschlagen.
6. Die Ausgaben sollen nach den ordentlichen Einnahmen eingerichtet werden. Die Abgaben und Steuern sind möglichst zu vermindern. Das Kapital des Zehntloskaufs, sowie jenes des Verkaufs der Staatsgüter soll unangegriffen bleiben.
7. Jede Gemeinde soll ihre Beamten und Angestelltenselbst wählen, wie z. B. Ammänner, Friedensrichter, Schullehrer (letztere aus den von kompetenter Seite geprüften Kandidaten). Die Gemeinden besorgen ihre innern Angelegenheiten selbst und geben sich selbst ihre Organisation und Einrichtung. Dem Staate steht das Aufsichtsrecht zu; er schreitet jedoch erst dann und nur insoweit ein, als die Gemeinde etwas getan hätte, das gegen die allgemeinen Gesetze wäre und wodurch das Gemeindevermögen geschmälert würde. Ist der Uebelstand gehoben, so tritt die Staatsgewalt wieder zurück. Entsteht über die Auslegung der Gemeinde-Ordnungen Streit, so entscheidet die Regierung nach dem Sinne und Wortlaut derselben. Keine Gemeinde kann gezwungen werden. Bürger wider ihren Willen aufzunehmen.
8. Das Eigentum der Korporationen und Privaten soll gesichert sein. Die geistlichen und weltlichen Korporationen haben gleichviel Steuern von ihrem Vermögen wie die Privaten zu bezahlen, und das Aufsichtsrecht des Staates über sie erstreckt sich nicht weiter als über die Gemeinden.
9. Im katholischen Landesteil ist die freie Ausübung der römisch-katholischen Religion garantiert. Es soll daher die Verbindung zwischen den geistlichen Behörden und dem katholischen Volke auf keine Weise durch den Staat erschwert oder verhindert werden. Der Kirche soll der ihr gebührende Einfluss auf das Schulwesen eingeräumt und kein Buch eingeführt werden, gegen welches von der Kirche, als der katholischen Religion zuwider Einsprache erhoben wird. Gesetzliche Bestimmungen über solche Verhältnisse, welche gemischter Natur sind, daher Kirche und Staat zugleich betreffen, sollen im Einverständnis mit der katholischen Behörde getroffen werden. — Ueberhaupt sollen die Badener Konferenzbeschlüsse, welche unser Grosser Rat bereits verworfen, auch in der Wirklichkeit nicht ausgeführt werden. Dem reformierten Landesteile ist die freie Ausübung seiner Konfession, wie bis dahin ausdrücklich gewährleistet und der reformierten Kirche der gehörige Einfluss auf ihre Schulen zugesichert.
10. Das Volk behält sich das Veto in folgendem Sinne vor: Ueber jedes vom Grossen Rate beschlossene Gesetz oder Konkordat soll dem Volke vom Tage der Bekanntmachung an eine Vetozeit von vier Wochen eingeräumt werden. Wird während dieser Zeit von der Mehrheit der Stimmfähigen Bürger das Gesetz oder Konkordat verworfen, so tritt dasselbe nicht in Kraft. Werden dagegen während dieser vier Wochen keine Vetogemeinden gehalten, oder verwirft nicht die Mehrheit der stimmfähigen Bürger, so wird das Gesetz oder Konkordat ohne ferneren Grossratsbeschluss vom Kleinen Rate als solches kund gemacht und in die Gesetzessammlung aufgenommen und tritt von dieser letzten Kundmachung an in Kraft.
11. Die Gesetze sollen einfach und deutlich abgefasst werden, damit der Landmann sein Geschäft selbst besorgen kann, ohne gezwungen zu sein, sich den Händen der Advokaten oder Prokuratoren überlassen zu müssen. Die Sporteln und Taxen der Gerichtspräsidenten und Oberamtmänner sollen wegfallen und der Gehalt dieser Beamten fixiert werden.Die Bezirksweibelstellen sollen mit ihren Gehalten aufgehoben werden und dafür jede Gemeinde einen eigenen Weibel bestellen, welcher mittelst des Amtsweibels und des Landjägers mit dem Gerichtspräsidenten in Verbindung tritt und der als Gehalt die Hälfte der hiesigen Weibeltaxen bezieht.
12. Die Verfassung wird auf sechs Jahre festgestellt und ebenso die Wahlen auf sechs Jahre fixiert. Wird während dieser Zeit eine Grossratsstelle vakant, so nehmen die betreffenden Wähler für die übrige Zeit eine neue Wahl vor. Bei der Abstimmung über die Verfassung entscheidet die absolute Mehrheit der Stimmenden. Die Abwesenden sollen weder für Annahme noch Verwerfung zählen. Um den Umtrieben bei Wahlen und Volksabstimmungen vorzubeugen, soll jeder, der überwiesen wird, Geld, geistige Getränke oder andere Bestechungsmittel gegeben, angenommen oder versprochen zu haben, für sechs Jahre in seinem Stimmrecht eingestellt werden.

Das Veto wurde dann bei der auch anstehenden Verfassungsabstimmung durch den Grossen Rat, unter dem Vorsitz von Josef Munzinger, verworfen. Hierdurch spitzte sich der Konflikt vor der am 10. Januar 1841 anstehenden Volksabstimmung über die Verfassung zu. Am 2. Januar 1841 trafen sich, auf Einladung von Leonz Gugger, in Mümliswil führende Männer der Revisionsbewegung und unterzeichneten einen Aufruf an das Solothurner Volk, die Verfassung abzulehnen; an den ersten drei Stellen des unterzeichneten Aufrufs befanden sich die Unterschriften von Leonz Gugger, dem Grossrat Friedrich Glutz von Blotzheim und Theodor Scherer. Am 3. Januar 1840 empfahlen die Mönche im Kloster Mariastein dem Wahlvolk in einem Schreiben, die Ablehnung des Verfassungsentwurfs und liessen Leonz Gugger dieses Schreiben zukommen, damit dieser es dem Grossen Rat vorlegen könne. Weil Leonz Gugger das Schreiben für «zu scharf» hielt, leitete er dieses jedoch nicht weiter, sondern behielt es bei sich im Haus.
Die Regierung liess am 5. und 6. Januar 1841 führende Persönlichkeiten der Opposition, unter anderem auch Leonz Gugger, verhaften, bevor der Aufruf von Mümliswil breit gestreut werden konnte, und klagte die Inhaftierten des Hochverrats an. Es erfolgte die Verurteilung Leonz Guggers zu einer elfmonatigen Haftstrafe und einer hohen Geldstrafe; er trat die Haft am 13. Oktober 1843 an und zog sich, nach der Haftverbüssung, in sein Privatleben zurück.

### Mitgliedschaften
Leonz Gugger war seit 1823 Mitglied der Schweizerischen Ökonomisch-Gemeinnützigen Gesellschaft und referierte auf deren Jahrestagungen.